# Wojciech Misztal
Wojciech Misztal (ur. 1961 w Kielcach) – polski duchowny rzymskokatolicki, profesor nauk teologicznych, profesor zwyczajny Uniwersytetu Papieskiego Jana Pawła II w Krakowie i prorektor tej uczelni w kadencjach 2010–2014 i 2014–2018.

## Życiorys
Studiował w Wyższym Seminarium Duchownym w Kielcach. Uzyskał następnie licencjat kanoniczny z teologii biblijnej i systematycznej w Instytucie Katolickim w Paryżu (1991) oraz stopień doktora z teologii duchowości na Papieskim Uniwersytecie Gregoriańskim (1995). Stopień naukowy doktora habilitowanego uzyskał w 2003 na Papieskiej Akademii Teologicznej w Krakowie w oparciu o pracę zatytułowaną Odnowienie i udzielenie pełni życia w Świętym Duchu Ojca i Chrystusa. Studium na podstawie listów św. Pawła Apostoła. 27 lipca 2011 otrzymał tytuł naukowy profesora nauk teologicznych.
Prowadził wykłady i seminarium magisterskie w Świętokrzyskim Instytucie Teologicznym w Kielcach i Wyższym Seminarium Duchownym w Kielcach. Zatrudniony był również na Wydziale Pedagogicznym i Nauk o Zdrowiu Akademii Świętokrzyskiej im. Jana Kochanowskiego w Kielcach. W 1997 podjął pracę w Papieskiej Akademii Teologicznej w Krakowie, przekształconej w 2009 w Uniwersytet Papieski Jana Pawła II, na którym w 2013 objął stanowisko profesora zwyczajnego. W 2009 został kierownikiem Katedry Duchowości Mediów i Relacji Społecznych na Wydziale Nauk Społecznych UPJPII. Wybierany na stanowisko prorektora krakowskiej uczelni w kadencjach 2010–2014 i 2014–2018.
Specjalizuje się w duchowości biblijnej, przede wszystkim w listach św. Pawła. Jego zainteresowania badawcze obejmują również duchowość mediów i relacji społecznych. Został członkiem Polskiego Stowarzyszenia Teologów Duchowości i Polskiego Towarzystwa Teologicznego (kierował w nim sekcją duchowości).